# Cinefantasy
Cinefantasy ou Festival Internacional de Cinema Fantástico é um festival de cinema exibido desde 2010 em São Paulo. É o maior festival brasileiro de cinema fantástico com filmes dos gêneros ficção científica, horror e suspense selecionados de vários países.
Devido a pandemia de Covid-19, a décima edição foi apresentada em 2020 no streaming do Belas Artes à La Carte, e também no formato Cinema drive-in. A edição de 2021 também foi apresentada no Belas Artes à La Carte.